# Tasuku Iwami
Tasuku Iwami (japanisch 岩見 亮 Iwami Tasuku; * 9. Juli 1978 in Fukuoka) ist ein ehemaliger japanischer Tennisspieler.

## Karriere
Iwami spielte zwischen 1994 und 1996 auf der ITF Junior Tour nur wenige Matches und kam bis auf Platz 279 im Einzel.
Bei den Profis spielte Iwami ab 1998. Auf der drittklassigen ITF Future Tour war Iwami 1999 mit zwei Titeln das erste Mal erfolgreich, sodass er das Jahr mit Rang 375 das erste Mal in den Top 400 der Weltrangliste beendete. Im Einzel gewann er 2001 seinen ersten Titel, ein Jahr später folgten aus mehreren Finals zwei weitere Titel. Der erste Erfolg auf der höherdotierten ATP Challenger Tour gelang ihm Mitte 2003 in Busan. Nach zuvor zehn Niederlagen in der ersten Runde auf diesem Niveau schaffte Iwami diesmal bei nur einem Satzverlust den Durchmarsch ins Finale. Im Anschluss erreichte er sein Karrierehoch von Rang 260. Zusätzlich gewann er in diesem Jahr seinen vierten Future-Titel im Einzel. Auf der ATP Tour trat er im September desselben Jahres das erste Mal in Erscheinung, als er in Tokio erfolgreich die Qualifikation überstand und in der ersten Runde Werner Eschauer schlug. Gegen Mario Ančić war in der zweiten Runde Schluss.
2004 zog Iwami auch im Doppel in das Endspiel von Busan ein. Weitere Höhepunkte des Jahres im Einzel war neben zwei erreichten Viertelfinals bei Challengers sein zweites Challenger-Halbfinale in Belo Horizonte. Mit Gilles Müller bezwang er in der ersten Runde die Nummer 114 der Welt. Danach blieb er längere Zeit erfolglos und verlor in den Ranglisten einige Positionen. Seine letzten Auftritte auf der ATP Tour, beide in Tokio, verlor er jeweils in der ersten Runde. Das Jahr 2007 konnte Iwami fast an keinem Turnier teilnehmen. 2008 kehrte er durch einige Finalteilnahmen bei Futures in die Top 400 zurück. Ein Titel im Doppel sowie der Finaleinzug beim Challenger in Neu-Delhi hielten ihn in den Top 500. Das Challenger-Viertelfinale in Burnie war Iwamis letztes gutes Resultat auf der Ebene, 2010 gewann er seinen fünften und letzten Future-Titel, womit er sein letztes Profijahr auf Rang 557 beendete. Im Doppel schwang er sich zum Karriereende hin nochmal in neue Höhen auf. 2009 zog er mit Toshihide Matsui in Busan ins dritte Doppel-Endspiel der Challenger Tour ein. 2010 gewann er sechs Futures im Doppel und zog bei seinem letzten Turnier der Karriere in Toyota mit Hiroki Kondō ins Endspiel ein, wo sie Treat Huey und Purav Raja unterlagen. Mit seinem Rücktritt stieg sein Karrierehoch damit auf Platz 306.
Nach seiner Karriere war Iwami eine Zeit lang Trainer des Rollstuhltennisspielers Shingo Kunieda.